# Asteranthe asterias
Asteranthe asterias là loài thực vật có hoa thuộc họ Na. Loài này được (S.Moore) Engl. & Diels mô tả khoa học đầu tiên năm 1901.